# Cực Bắc từ

Địa điểm của cực từ Bắc và cực địa từ Bắc vào 2017.

Cực bắc từ của Trái Đất là một điểm nằm trên bề mặt Trái Đất ở bắc bán cầu, tại đó các điểm từ trường cắm thẳng xuống (ví dụ độ từ khuynh là 90°). Điểm này thay đổi một cách từ từ theo thời gian. Về mặt vật lý, cực bắc từ là cực nam của từ trường. Cực bắc từ đôi khi bị nhầm lẫn với cực bắc địa từ.
Năm 2001, cực bắc từ được Cục khảo sát Địa chất Canada xác định ở gần đảo Ellesmere ở bắc Canada có tọa độ 81°18′B 110°48′T / 81,3°B 110,8°T. Vào năm 2005, vị trí của nó được ước tính tại 82°42′B 114°24′T / 82,7°B 114,4°T. Năm 2009, nó di chuyển về phía Nga gần 64 km (40 dặm) mỗi năm do các biến động từ trong lõi Trái Đất. Tính đến 2021, cực từ Bắc đã di chuyển ra ngoài các đảo cực Bắc của Canada đến 86°24′00″B 156°47′10″Đ / 86,4°B 156,786°Đ.
Điểm đối nghịch ở nam bán cầu gọi là cực nam từ. Bởi vì từ trường Trái Đất không hoàn toàn đối xứng nên cực bắc từ và nam từ cũng không đối xứng: một đường thẳng nối hai điểm này sẽ không đi qua tâm Trái Đất; thực tế là nó lệch khoảng 530 km (329,3 dặm).

## Đảo cực địa từ
Từ lúc hình thành cho đến nay, cực từ Trái Đất đã đảo chiều nhiều lần, khi thì bắc từ đổi thành nam từ và ngược lại, quá trình này gọi là đảo cực địa từ. Dấu hiệu về các lần đảo cực địa từ đã được quan sát ở các sống núi giữa đại dương, tại đó các mảng kiến tạo chuyển động ra xa nhau và đáy biển được lấp đầy bởi mác ma. Khi mácma tràn ra khỏi manti, các hạt mang từ chứa trong chúng mang hướng của từ trường Trái Đất lúc mácma nguội lạnh và hóa đá.